# Stine Bierlich
Stine Bierlich (* 14. Februar 1967 in Kopenhagen als Christine Bierlich; † 20. Februar 2007 ebenda) war eine dänische Schauspielerin. 

## Leben und Wirken
Sie ist die Tochter der dänischen Regisseurin Ann Bierlich und des schwedischen Schauspielers Peter Bierlich.
Ihren frühesten Auftritt hatte sie bereits 1972 in dem halb-dokumentarischen Film Livet i Danmark von ihrem Stiefvater Jørgen Leth. Sie erhielt im Jahr 1986 sowohl den dänischen Film- und Fernsehpreis Robert als auch den dänischen Filmpreis Bodil als beste Hauptdarstellerin für ihre Rolle der Molly in Ofelia kommer til byen. In ihren späteren Jahren arbeitete sie an einem autobiografischen Dokumentarfilm.
Sie kehrte der Schauspielerei nach ihrer letzten Rolle in Susanne Biers Kurzfilm Brev til Jonas im Jahr 1992 den Rücken. Bierlich starb sechs Tage nach ihrem 40. Geburtstag in Kopenhagen.

## Filmografie
- 1977: Smertens børn
- 1978: Slægten
- 1981: Du er smuk - Jeg elsker dig
- 1985: Ofelia kommer til byen
- 1986: Ballerup Boulevard
- 1987: Een Gang Strømer... (Fernsehserie)
- 1988: Jorden er giftig
- 1989: Lykken er en underlig fisk
- 1992: Brev til Jonas